# Fecha FIFA de octubre de 2015
La Fecha FIFA de octubre de 2015 es una doble jornada de partidos de selecciones de fútbol masculino que se disputará la segunda semana de octubre de 2015.
Además de partidos amistosos, la fecha se utilizará para partidos de clasificación para la Copa Mundial de Fútbol de 2018, de clasificación para la Eurocopa 2016 y de clasificación a la Copa FIFA Confederaciones 2017 (Copa Concacaf 2015).

## Amistosos
| 8 de octubre | Panamá | 1 - 2 | Trinidad y Tobago | Estadio Rommel Fernández, Ciudad de Panamá |  |

| 8 de octubre | Honduras | 1 - 1 | Guatemala | Estadio Nacional de Tegucigalpa, Tegucigalpa |  |

| 8 de octubre | Costa Rica | 0 - 1 | Sudáfrica | Estadio Edgardo Baltodano Briceño, Liberia |  |

| 8 de octubre | Francia | 4 - 0 | Armenia | Allianz Riviera, Niza |  |

| 9 de octubre | Brasil Sub-23 | 6 - 0 | República Dominicana | Arena da Amazonia, aaa |  |

| 9 de octubre | El Salvador | 1 - 3 | Haití | BBVA Compass Stadium, Houston |  |

| 11 de octubre | Dinamarca | 1 - 2 | Francia | Parken Stadion, Copenhague |  |

| 13 de octubre | Corea del Sur | 3 - 0 | Jamaica | Estadio Mundialista de Seúl, Seúl |  |

| 13 de octubre | Irán | 1 - 1 | Japón | Estadio Azadi, Teherán |  |

| 13 de octubre | Trinidad y Tobago | 0 - 0 | Nicaragua | Estadio Hasely Crawford, Puerto España |  |

| 13 de octubre | Guatemala | 1 - 1 | El Salvador | Los Angeles Memorial Coliseum, Los Ángeles |  |

| 13 de octubre | México         | 1 - 0 | Panamá | Estadio Nemesio Díez, Toluca |  |
|               | C. Vela 45 + 1 |       |        |                              |  |

| 13 de octubre | Honduras | 1 - 1 | Sudáfrica | Estadio Olímpico Metropolitano, San Pedro Sula |  |

| 13 de octubre | Estados Unidos | 0 - 1 | Costa Rica | Red Bull Arena, Harrison |  |